# Bon-Encontre
Ne doit pas être confondu avec Bonnencontre.
Pour les articles homonymes, voir Encontre.
Bon-Encontre est une commune du Sud-Ouest de la France, située dans le département du Lot-et-Garonne (région Nouvelle-Aquitaine).
Ses habitants sont appelés les Bon-Encontrais.

## Géographie

### Localisation
Commune de l'aire d'attraction d'Agen située dans son unité urbaine à 4 km au sud-est d'Agen dans le Sud-Ouest de la France, au sud-est du département de Lot-et-Garonne sur la rive droite de la Garonne et au bord du canal latéral à la Garonne. La ville se trouve entre Toulouse (107 km) et Bordeaux (132 km).

### Communes limitrophes
Les communes limitrophes sont Pont-du-Casse, Agen, Boé, Castelculier, Saint-Caprais-de-Lerm et Sauvagnas.
|      | Pont-du-Casse | Sauvagnas             |
| Agen | Bon-Encontre  | Saint-Caprais-de-Lerm |
|      | Boé           | Castelculier          |

L’orientation et la localisation de Bon-Encontre par rapport à quelques grandes villes françaises sont données dans le tableau suivant :
| Ville                | Agen          | Toulouse   | Bordeaux    | Montpellier | Marseille   | Nantes     | Lyon        | Nice       | Paris  |
| -------------------- | ------------- | ---------- | ----------- | ----------- | ----------- | ---------- | ----------- | ---------- | ------ |
| Distance Orientation | attenant (NO) | 89 km (SE) | 124 km (NO) | 264 km (SE) | 389 km (SE) | 380 km (N) | 371 km (NE) | 529 km (E) | 535 km |

### Géologie et relief

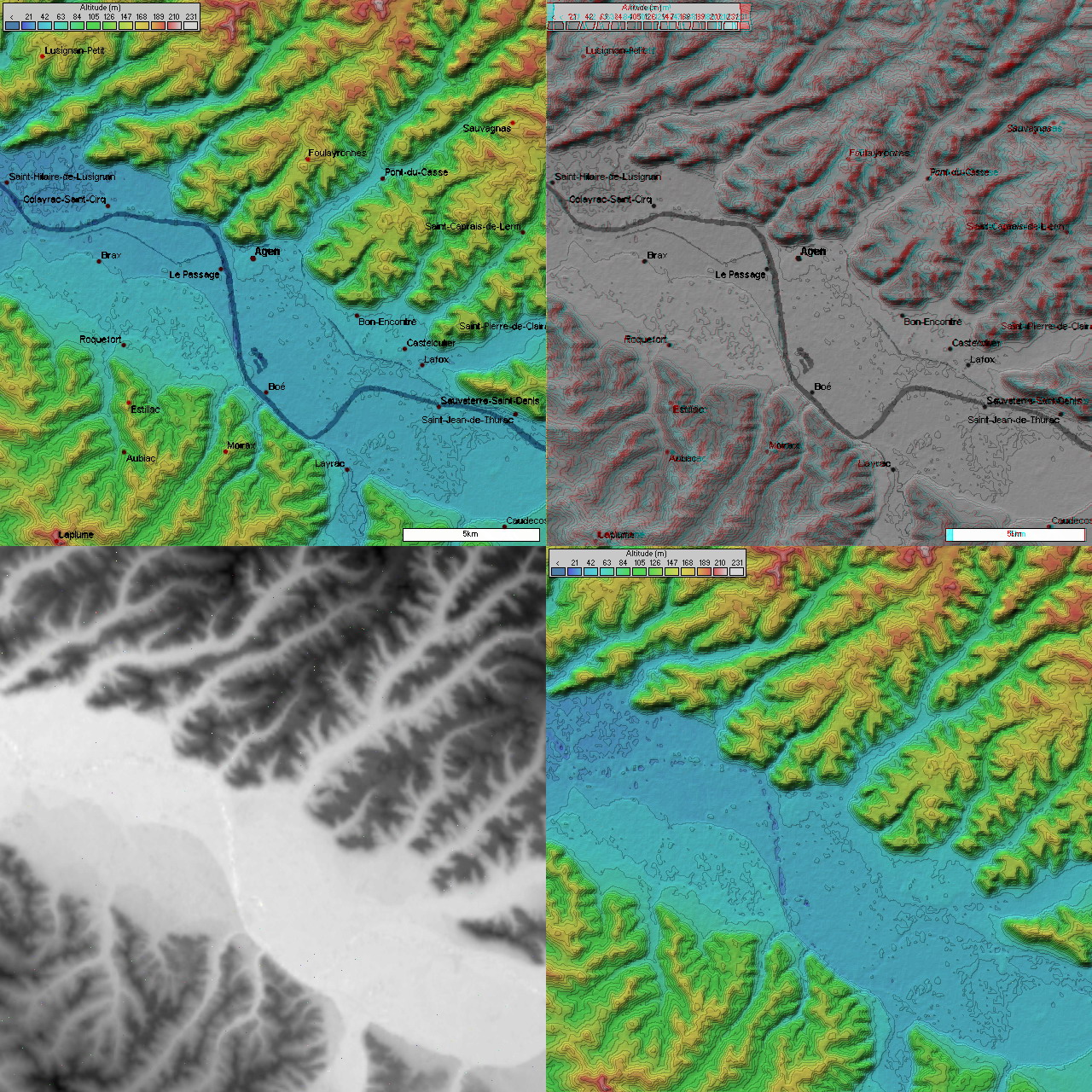
Carte topographqiue.

Situés en bordure de la plaine alluviale de la Garonne, les 2 056 ha du territoire communal s’étagent depuis cette plaine jusqu’aux collines bordant la vallée pour atteindre 209 m d’altitude à son point le plus haut.

### Hydrographie

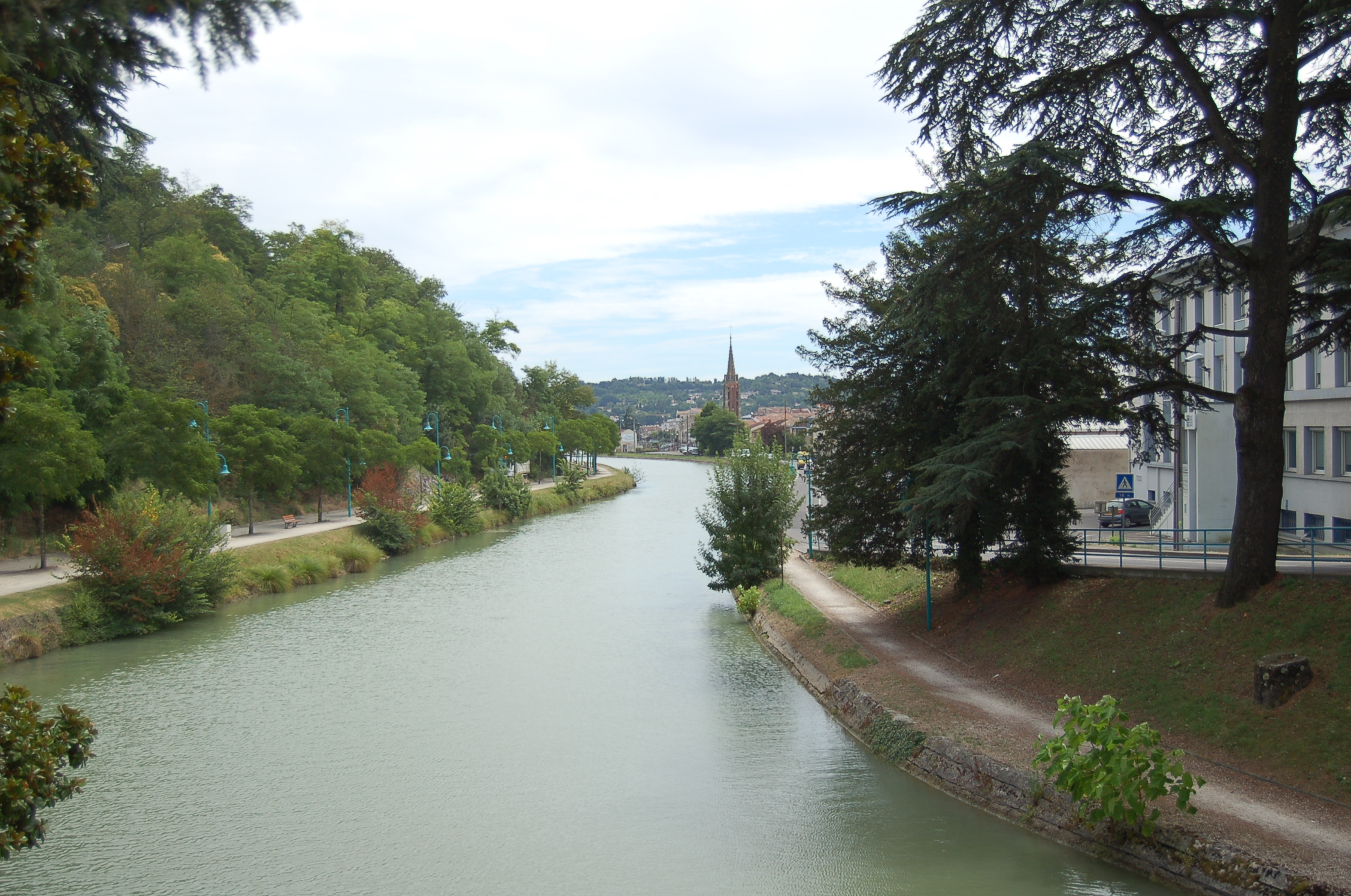
Canal latéral à la Garonne.

La commune est traversée par le canal du Midi et le Mondot affluent de la Garonne qui passe non loin ; d’ailleurs le sous-sol est formé d’alluvions de la Garonne.

### Climat
Pour des articles plus généraux, voir Climat de la Nouvelle-Aquitaine et Climat de Lot-et-Garonne.
Historiquement, la commune est exposée à un climat océanique aquitain.  
En 2020, Météo-France publie une typologie des climats de la France métropolitaine dans laquelle la commune est exposée à un climat océanique altéré et est dans la région climatique Aquitaine, Gascogne, caractérisée par une pluviométrie abondante au printemps, modérée en automne, un faible ensoleillement au printemps, un été chaud (19,5 °C), des vents faibles, des brouillards fréquents en automne et en hiver et des orages fréquents en été (15 à 20 jours).
Pour la période 1971-2000, la température annuelle moyenne est de 13,9 °C, avec une amplitude thermique annuelle de 15,7 °C. Le cumul annuel moyen de précipitations est de 755 mm, avec 10,8 jours de précipitations en janvier et 6,4 jours en juillet. Pour la période 1991-2020, la température moyenne annuelle observée sur la station météorologique la plus proche, située sur la commune d'Estillac à 9 km à vol d'oiseau, est de 13,8 °C et le cumul annuel moyen de précipitations est de 708,2 mm,. Pour l'avenir, les paramètres climatiques de la commune estimés pour 2050 selon différents scénarios d'émission de gaz à effet de serre sont consultables sur un site dédié publié par Météo-France en novembre 2022.

## Urbanisme

### Typologie
Au 1er janvier 2024, Bon-Encontre est catégorisée ceinture urbaine, selon la nouvelle grille communale de densité à sept niveaux définie par l'Insee en 2022.
Elle appartient à l'unité urbaine d'Agen, une agglomération intra-départementale regroupant 16  communes, dont elle est une commune de la banlieue,,. Par ailleurs la commune fait partie de l'aire d'attraction d'Agen, dont elle est une commune de la couronne,. Cette aire, qui regroupe 81 communes, est catégorisée dans les aires de 50 000 à moins de 200 000 habitants,.

### Occupation des sols

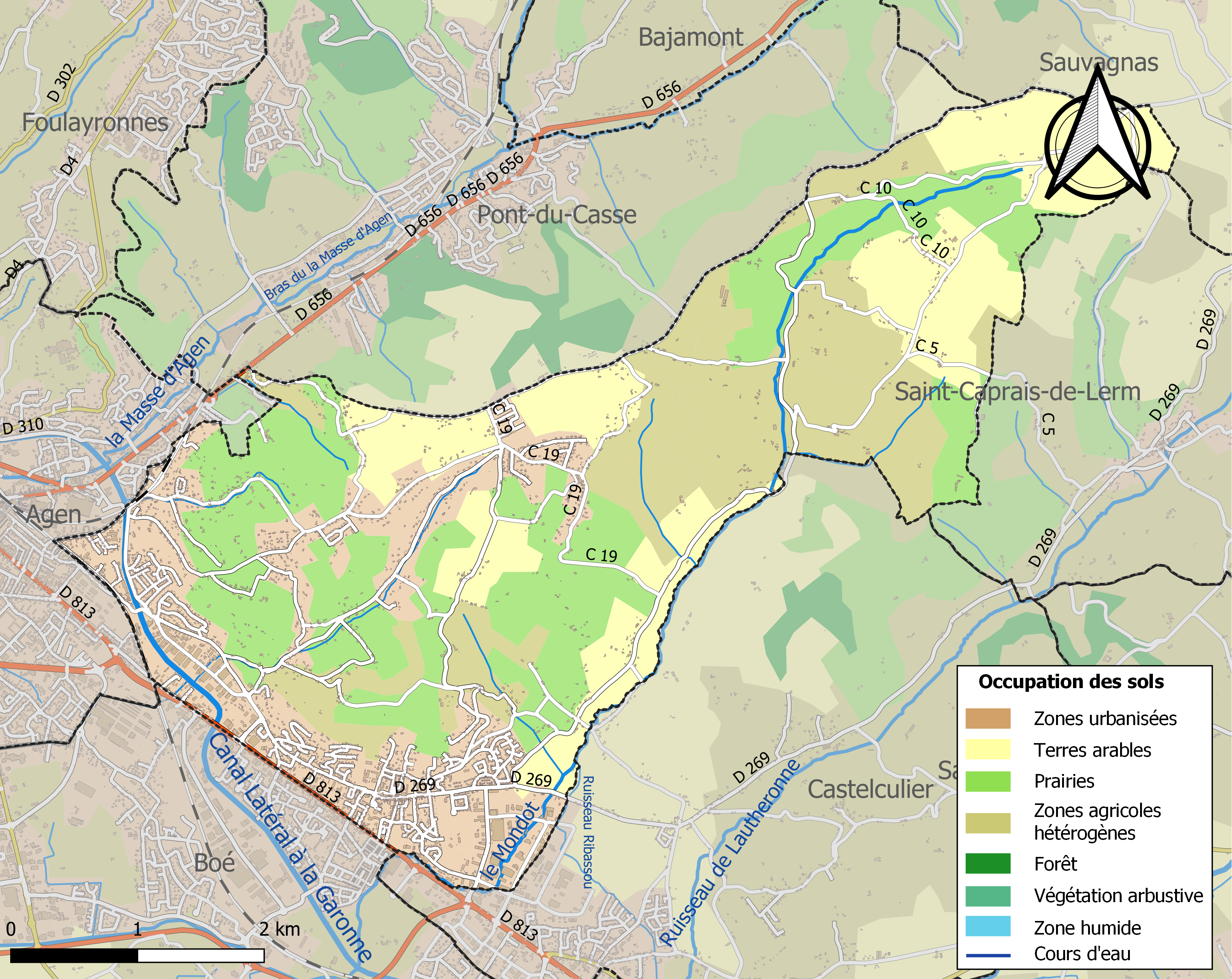
Carte des infrastructures et de l'occupation des sols de la commune en 2018 (CLC).

L'occupation des sols de la commune, telle qu'elle ressort de la base de données européenne d’occupation biophysique des sols Corine Land Cover (CLC), est marquée par l'importance des territoires agricoles (76,1 % en 2018), en diminution par rapport à 1990 (84 %). La répartition détaillée en 2018 est la suivante : 
prairies (29,1 %), zones agricoles hétérogènes (23,9 %), terres arables (23,1 %), zones urbanisées (19,4 %), zones industrielles ou commerciales et réseaux de communication (4,5 %). L'évolution de l’occupation des sols de la commune et de ses infrastructures peut être observée sur les différentes représentations cartographiques du territoire : la carte de Cassini (XVIIIe siècle), la carte d'état-major (1820-1866) et les cartes ou photos aériennes de l'IGN pour la période actuelle (1950 à aujourd'hui).

### Quartiers et lieux-dits
La ville comporte plusieurs zones urbaines : 
- la principale, au sud-ouest de la commune, se trouve le long de la route départementale 813 ex-RN 113 ;
- la seconde, plus à l'ouest, le Petit Colayrac, est contiguë à l'agglomération d'Agen ;
- un certain nombre de hameaux comme la Frégate, Saint-Ferréol, Frances et Cassou sont disséminés dans les collines et vallons plus à l'est.

### Voies de communication et transports
- Transport routier

A62
L’autoroute A62 (échangeur no 7 Le Passage d'Agen)
N 113 La route nationale 113 relie Bon-Encontre à Toulouse et Bordeaux.
- Transport aérien

L’aéroport Agen-La Garenne assure une liaison avec Paris-Orly.
- Transport fluvial

Le canal latéral à la Garonne suit celle-ci depuis Toulouse jusqu’à Bordeaux.
- Transport ferroviaire

La gare la plus proche est la gare d'Agen. La gare de Bon-Encontre se trouvait autrefois près de la commune mais a été fermée et démolie.
- Transport urbain

Le réseau Tempo exploité par la société Keolis Agen et dessert les 29 communes de l'agglomération d'Agen soit un total de 92 042 habitants depuis le 30 mars 2012, en remplacement du réseau Transbus.

### Risques majeurs
Le territoire de la commune de Bon-Encontre est vulnérable à différents aléas naturels : météorologiques (tempête, orage, neige, grand froid, canicule ou sécheresse), inondations, mouvements de terrains et séisme (sismicité très faible). Il est également exposé à trois risques technologiques,  le transport de matières dangereuses et  le risque industriel et le risque nucléaire. Un site publié par le BRGM permet d'évaluer simplement et rapidement les risques d'un bien localisé soit par son adresse soit par le numéro de sa parcelle.

#### Risques naturels
La commune fait partie du territoire à risques importants d'inondation (TRI) d’Agen, regroupant 20 communes concernées par un risque de débordement de la Garonne, un des 18 TRI qui ont été arrêtés fin 2012 sur le bassin Adour-Garonne. Les événements antérieurs à 2014 les plus significatifs sont les crues de 1435, 1875, 1930, 1712, 1770 et 1952. Des cartes des surfaces inondables ont été établies pour trois scénarios : fréquent (crue de temps de retour de 10 ans à 30 ans), moyen (temps de retour de 100 ans à 300 ans) et extrême (temps de retour de l'ordre de 1 000 ans, qui met en défaut tout système de protection). La commune a été reconnue en état de catastrophe naturelle au titre des dommages causés par les inondations et coulées de boue survenues en 1982, 1992, 1993, 1997, 2009, 2016 et 2021,.
Les mouvements de terrains susceptibles de se produire sur la commune sont des affaissements et effondrements liés aux cavités souterraines (hors mines), des glissements de terrain et des tassements différentiels. Afin de mieux appréhender le risque d’affaissement de terrain, un inventaire national permet de localiser les éventuelles cavités souterraines sur la commune.

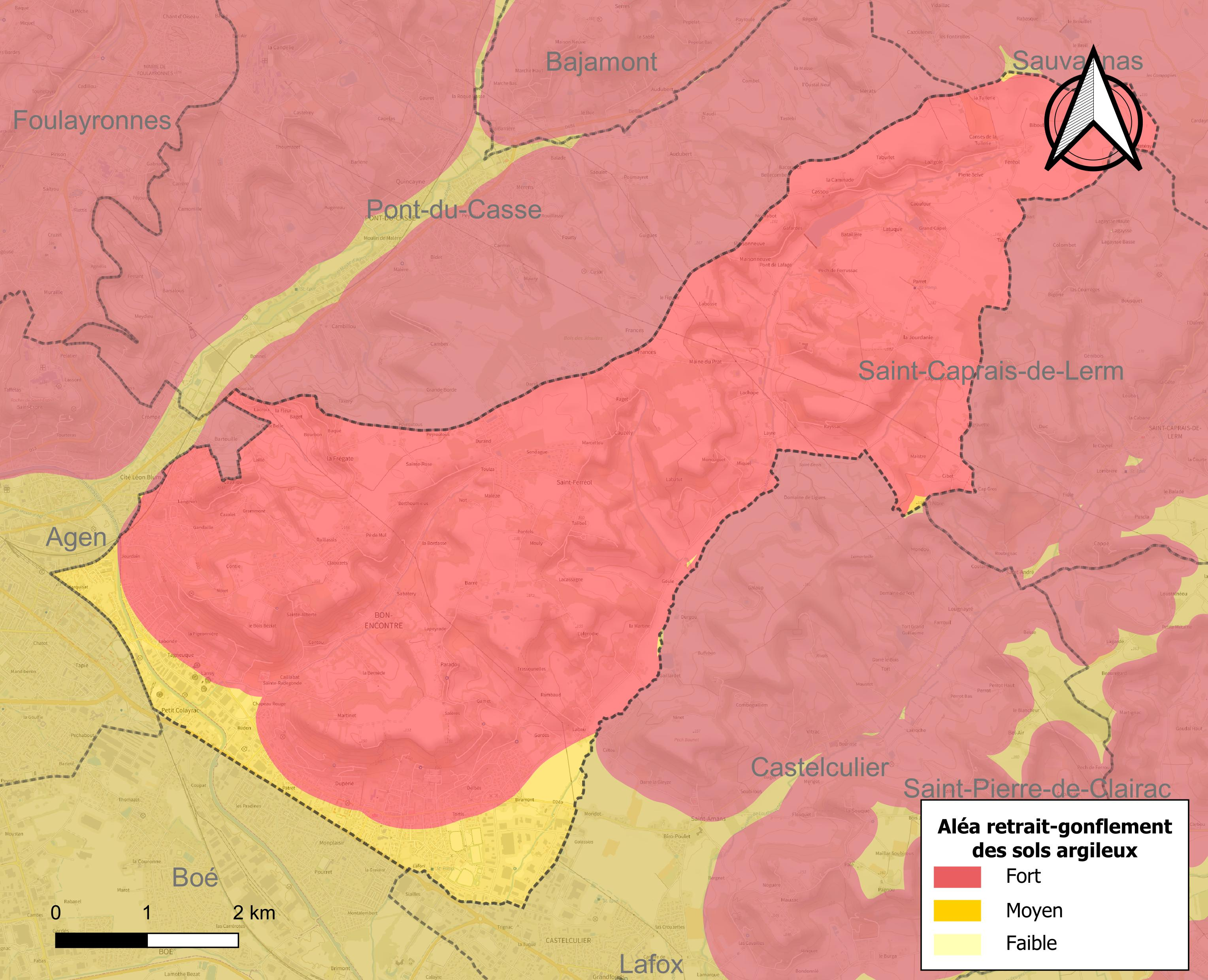
Carte des zones d'aléa retrait-gonflement des sols argileux de Bon-Encontre.

Le retrait-gonflement des sols argileux est susceptible d'engendrer des dommages importants aux bâtiments en cas d’alternance de périodes de sécheresse et de pluie. La totalité de la commune est en aléa moyen ou fort (91,8 % au niveau départemental et 48,5 % au niveau national). Depuis le 1er octobre 2020, en application de la loi ELAN, différentes contraintes s'imposent aux vendeurs, maîtres d'ouvrages ou constructeurs de biens situés dans une zone classée en aléa moyen ou fort,.
Concernant les mouvements de terrains, la commune a été reconnue en état de catastrophe naturelle au titre des dommages causés par la sécheresse en 2002, 2003, 2005, 2008, 2009, 2011 et 2017 et par des mouvements de terrain en 1993.

#### Risques technologiques
La commune est exposée au risque industriel du fait de la présence sur son territoire d'une entreprise soumise  à la directive européenne SEVESO, classée seuil haut : Curia France (notamment pour le stockage de solides inflammables et de produits de toxicité aiguë).
La commune étant située dans le périmètre du plan particulier d'intervention (PPI) de 20 km autour de la centrale nucléaire de Golfech, elle est exposée au risque nucléaire. En cas d'accident nucléaire, une alerte est donnée par différents médias (sirène, sms, radio, véhicules). Dès l'alerte, les personnes habitant dans le périmètre de 2 km se mettent à l'abri. Les personnes habitant dans le périmètre de 20 km peuvent être amenées, sur ordre du préfet, à évacuer et ingérer des comprimés d’iode stable,,.

## Histoire

### Antiquité
Bon-Encontre est édifiée sur les vestiges d'une cité gallo-romaine.
En 1997, d'importants vestiges d'une villa gallo-romaine ont été mis au jour. Cette villa du Ier siècle, dont le nom d'origine est inconnu, présente l'originalité de n'avoir subi aucune modification et son plan d'origine est resté intact. Les enduits muraux en particulier datent de cette époque alors que les mosaïques semblent dater du IVe siècle. Cette villa était vaste et comprenait des bâtiments de ferme pour loger les domestiques, stocker les outils et élever du bétail. Un cimetière était situé à côté de la villa. Des tombes y ont été découvertes, d’origine soit gallo-romaine, soit franque.
Il est à peu près certain qu’un petit village se développa dans ce lieu et qu'il fut ravagé par les hordes barbares qui envahirent et traversèrent la contrée. Les Wisigoths qui s’y installèrent pendant quelques dizaines d’années le reconstruisirent partiellement mais les Normands, plus tard, l’incendièrent.
En juillet 2000, un sondage a permis de découvrir la partie thermale et deux hectares de bâtiments agricoles.

### Moyen Âge
Au Moyen Âge, Bon-Encontre s'appelait alors Pau et était parfois appelé La Roqual du nom d'un lieu-dit du village. C'était un village formé essentiellement de paysans. La culture de la terre y était prépondérante.
Une grande partie du patrimoine bon-encontrais date de cette époque :
- au XIe siècle, l'église Saint-Radegonde fut construite, elle resta pendant longtemps l'unique lieu de culte de la ville. Cette église a été construite sur l'emplacement de la villa gallo-romaine mise au jour en 1997 et elle a été édifiée en grande partie avec les pierres de cette villa ;
- le château de Plèneselve date du XIIe siècle ;
- le château de Castelnoubel a été édifié au XIIe siècle ;
- l'église Saint-Étienne de Cassou date du XIIIe siècle.

### À partir duXVIesiècle
La ville n'a acquis son nom qu'au XVIe siècle à la suite de la découverte d'une petite statuette de la Vierge Marie.

#### La légende
Selon la légende, vers 1550, le dernier fils d'une famille de laboureur, Jacques Frayssinet, remarqua qu'un de ses bœufs avait l'habitude de s'éloigner du troupeau pour s'agenouiller devant un buisson. Le jeune homme, curieux, s'approcha et découvrit une statuette de la Vierge haute de un pied environ (trente-trois centimètres). Il la ramena et la montra à sa mère qui s'écria « Hé ? Dieu nous donne bonne-rencontre ». Cette phrase donna son nom à la petite statue ainsi qu'à la commune. Elle fut déposée dans la huche de l'habitation. Lorsque le curé de Sainte-Radegonde fut convié pour la contempler, cette dernière avait disparu.
Le jeune homme retrouva ensuite la statuette dans le buisson. Il l'amena au curé qui lui donna une place plus honorable mais la statuette ne s'en contenta pas et retourna dans le buisson. Le curé, comprenant que c'est là qu'elle voulait être honorée, la mit dans une niche au pied d'une croix de bois. La croix fut ensuite remplacée par un petit oratoire qui fut béni le 27 août 1551. C'est à partir de cette date que commencèrent les pèlerinages qui prirent rapidement une importance considérable.
La statuette est aujourd'hui enfermée dans un reliquaire exposé derrière le maître autel de la basilique Notre-Dame de Bon-Encontre.

#### Les pèlerinages
À côté de l'oratoire abritant la statuette de la Vierge, on construisit en 1600 une église. Cette entreprise, principalement initiée par l'archevêque d'Agen Mgr Nicolas de Villars, fut achevée en 1604.
De 1611 à la Révolution, le pèlerinage fut desservi par les religieux de la Fraternité séculière Tiers-Ordre de Saint-François dont le couvent de Bon-Encontre avait été fondé par Marguerite de Valois.
Vers le milieu du XIXe siècle, l’église s’avéra trop petite et l’on décida d’édifier la basilique actuelle, la basilique Notre-Dame-de-Bon-Encontre.
Depuis cinq cents ans, la ville est sujette aux pèlerinages sans interruption, avec un frein pendant la période de la Révolution. Des reines, comme Marguerite de Navarre, des princes, des consuls, des confréries de pénitents, des paroisses de l'Agenais, de la Guyenne et des provinces environnantes se succédèrent pour venir se recueillir à Bon-Encontre. Les pèlerinages étant surtout un culte à la Vierge Marie, ils s'effectuent principalement au mois de mai, mois de Marie.

#### 25 juin 1940
Serment de Bon-Encontre
Paul Paillole

## Politique et administration

### Liste des maires
Voici la liste des maires successifs de Bon-Encontre :
| Période                                  | Période      | Identité              | Étiquette   | Qualité |
| ---------------------------------------- | ------------ | --------------------- | ----------- | --- |
| Les données manquantes sont à compléter. |              |                       |             | |
| 1919                                     | 1940         | Joseph Fontanié       |             | |
| 1940                                     | 1941         | Lucien Rayssac        |             | |
| 1941                                     | 1944         | Marcel Estival        |             | |
| 1944                                     | mai 1953     | Antoine Cazottes      |             | |
| mai 1953                                 | mars 1983    | René Lajunie          | MRG         | |
| mars 1983                                | mars 1989    | Raymond Vincent       | DVD         | Réélu en 1984 |
| mars 1989                                | mars 2001    | Francis Auradou       | PS puis DVG | Réélu en 1990 |
| mars 2001                                | juillet 2017 | Michel Lauzzana       | PS          | Médecin généraliste Député de Lot-et-Garonne (1re circ.) (2017 → ) 5e vice-président de la CA d'Agen Démissionnaire après son élection comme député                               |
| juillet 2017                             | juillet 2020 | Pierre Trey-d'Ousteau | PS          | Retraité Premier adjoint au maire (2001 → 2017) |
| juillet 2020                             | En cours     | Laurence Lamy         | PS          | Responsable juridique Conseillère départementale d'Agen-2 (2015 → 2021) Vice-présidente du conseil départemental (2015 → ) 8e vice-présidente de l'Agglomération d'Agen (2020 → ) |

### Politique de développement durable
La commune a engagé une politique de développement durable en lançant une démarche d'Agenda 21.

### Politique environnementale
Dans son palmarès 2024, le Conseil national de villes et villages fleuris de France a attribué trois fleurs à la commune.

### Jumelages
- Carabane (Sénégal) depuis mai 1998.

Les objectifs de l'association de jumelage sont, d’une part l’aide au développement humain, économique et social de l’île sénégalaise, et d’autre part, la vulgarisation de la culture africaine au bénéfice des Bon-Encontrais. Ce jumelage a pour origine la rencontre de deux jeunes Bon-Encontrais avec un artiste carabanais, Malang Badji suivie de deux voyages, en février 1996 et en février 1997.
Les réalisations et projets liés à ce jumelage sont :
- aide matérielle (pirogue, matériel scolaire, médicaments etc.) ;
- échanges culturels (fonds de bibliothèque, expositions, voyages etc.) ;
- action de solidarité (sinistrés du ferry Le Joola, parrainage d’enfants).

Les projets sont entre autres : la construction d’une école, la pérennisation des soirées d’entraide, la poursuite des opérations de parrainage d’enfants et la construction d'un réseau d'eau potable.

### Intercommunalités
Bon-Encontre participe à cinq structures intercommunales :
- l'Agglomération d'Agen ;
- le SIVU Sport Boé/Bon-Encontre ;
- le SIVU économique et social Boé/Bon-Encontre ;
- le SIVU Bon-Encontre/Pont-du-Casse ;
- le SIVOM.

#### L'Agglomération d'Agen
La communauté d'agglomération dénommée Agglomération d'Agen regroupe vingt neuf communes de l'aire urbaine d'Agen depuis 2013.
La commune de Bon-Encontre est parfois reconnue comme étant à l'origine de la communauté d'agglomération d'Agen puisqu'elle a contribué à relancer le syndicat intercommunal, ancêtre de la communauté d'agglomération d'Agen.
Dans le cadre de son domaine de compétence, l'Agglomération d'Agen est l'autorité organisatrice du réseau de transports urbains et du service de collecte des déchets pour l'ensemble de l'agglomération.

#### SIVU Boé/Bon-Encontre
Les SIVU de Boé/Bon-Encontre agit à plusieurs niveaux.
Tout d'abord, sur le plan social, il gère un pôle d'accueil de proximité pour
- les demandeurs d'emploi : réalisation de CV, offres d'emploi…
- lutter contre l'illettrisme : ateliers de lecture et d'écriture, accompagnement dans les démarches administratives…
- les jeunes de seize à vingt ans (Centre d'Action Jeune).

De plus, le SIVU a une mission sportive. En effet, les deux villes mettent en commun leurs infrastructures afin de permettre aux sportifs de pouvoir pratiquer vingt-deux disciplines. Toutes ces infrastructures sont gérées par le SIVU. Ainsi, le stade de Bon-Encontre est utilisé pour la pratique du rugby, de l'athlétisme, du baseball ou du tennis alors que la Halle des Sports de Boé sera utilisée par les footballeurs ou les archers.

#### SIVU Bon-Encontre/Pont-du-Casse
Dans les années 1980, Bon-Encontre et Pont-du-Casse ont uni leurs efforts pour réhabiliter le site d'une ancienne tuilerie à l'abandon et y installer successivement un centre équestre, un jardin botanique, puis un village de vacances. Le SIVU (dit SIVU de DAREL) est propriétaire du terrain et aide les deux villes pour la gestion.

## Population et société

### Démographie

#### Évolution démographique
L'évolution du nombre d'habitants est connue à travers les recensements de la population effectués dans la commune depuis 1800. Pour les communes de moins de 10 000 habitants, une enquête de recensement portant sur toute la population est réalisée tous les cinq ans, les populations de référence des années intermédiaires étant quant à elles estimées par interpolation ou extrapolation. Pour la commune, le premier recensement exhaustif entrant dans le cadre du nouveau dispositif a été réalisé en 2008.

En 2022, la commune comptait 6 386 habitants, en évolution de +2,72 % par rapport à 2016 (Lot-et-Garonne : −0,18 %, France hors Mayotte : +2,11 %).
| 1800  | 1806  | 1821  | 1831  | 1836  | 1841  | 1846  | 1851  | 1856  |
| ----- | ----- | ----- | ----- | ----- | ----- | ----- | ----- | ----- |
| 1 361 | 1 607 | 1 555 | 1 646 | 1 700 | 1 535 | 1 535 | 1 579 | 1 455 |

| 1861  | 1866  | 1872  | 1876  | 1881  | 1886  | 1891  | 1896  | 1901  |
| ----- | ----- | ----- | ----- | ----- | ----- | ----- | ----- | ----- |
| 1 322 | 1 486 | 1 397 | 1 370 | 1 301 | 1 275 | 1 279 | 1 251 | 1 189 |

| 1906  | 1911  | 1921  | 1926  | 1931  | 1936  | 1946  | 1954  | 1962  |
| ----- | ----- | ----- | ----- | ----- | ----- | ----- | ----- | ----- |
| 1 156 | 1 186 | 1 045 | 1 208 | 1 291 | 1 531 | 1 633 | 1 867 | 2 600 |

| 1968  | 1975  | 1982  | 1990  | 1999  | 2006  | 2008  | 2013  | 2018  |
| ----- | ----- | ----- | ----- | ----- | ----- | ----- | ----- | ----- |
| 3 177 | 3 853 | 4 462 | 5 362 | 5 759 | 5 910 | 5 961 | 6 212 | 6 182 |

| 2022  | - | - | - | - | - | - | - | - |
| ----- | - | - | - | - | - | - | - | - |
| 6 386 | - | - | - | - | - | - | - | - |

#### Pyramide des âges
En 2018, le taux de personnes d'un âge inférieur à 30 ans s'élève à 30,7 %, soit au-dessus de la moyenne départementale (30,2 %). À l'inverse, le taux de personnes d'âge supérieur à 60 ans est de 31,2 % la même année, alors qu'il est de 33,1 % au niveau départemental.
En 2018, la commune comptait 2 927 hommes pour 3 255 femmes, soit un taux de 52,65 % de femmes, légèrement supérieur au taux départemental (51,96 %).
Les pyramides des âges de la commune et du département s'établissent comme suit.
| Hommes | Classe d’âge | Femmes |
| ------ | ------------ | ------ |
| 0,9    | 90 ou +      | 1,9    |
| 9,3    | 75-89 ans    | 10,9   |
| 18,9   | 60-74 ans    | 20,2   |
| 22,1   | 45-59 ans    | 22,4   |
| 15,6   | 30-44 ans    | 16,1   |
| 14,0   | 15-29 ans    | 12,5   |
| 19,1   | 0-14 ans     | 16,0   |

| Hommes | Classe d’âge | Femmes |
| ------ | ------------ | ------ |
| 1,2    | 90 ou +      | 2,7    |
| 10,3   | 75-89 ans    | 12,5   |
| 20,5   | 60-74 ans    | 21,2   |
| 20,2   | 45-59 ans    | 19,9   |
| 16,3   | 30-44 ans    | 15,8   |
| 14,8   | 15-29 ans    | 13,3   |
| 16,7   | 0-14 ans     | 14,7   |

### Superficie et population
La ville de Bon-Encontre a une superficie de 2 056 hectares et une population de 6 068 habitants.
| Rang                  | Population | Superficie | Densité |
| --------------------- | ---------- | ---------- | ------- |
| France                | 1701e      | 7723e      | 2871e   |
| Aquitaine             | 80e        | 563e       | 107e    |
| Lot et Garonne        | 8e         | 79e        | 6e      |
| Arrondissement d'Agen | 3e         | 14e        | 4e      |
| Agglomération d'Agen  | 3e         | 4e         | -       |
| Canton Agen sud est   | 1er        | 1er        | 2d      |

### Natalité et mortalité
|                                       | 1990-1999 | 1982-1990 | 1975-1982 |
| Taux de natalité (en ‰)               | 11,29     | 12,10     | 11,01     |
| Taux de mortalité (en ‰)              | 7,04      | 6,76      | 9,07      |
| Taux annuel - Solde naturel (en %)    | +0,43     | +0,53     | +0,19     |
| Taux annuel - Solde migratoire (en %) | +0,37     | +1,79     | +1,91     |
| Taux de variation annuel total (en %) | +0,80     | +2,32     | +2,11     |

## Économie

### Économie de la ville
La ville est relativement dynamique sur le plan économique. Elle possède deux zones industrielles et une zone commerciale :
- La zone industrielle de Laville accueille trente cinq industriels, avec comme activité dominante la chimie fine (Archimica) ;
- La zone industrielle Jean-Malèze a pour activité dominante l'alimentaire (plateforme de distribution Système U), la transformation de viandes (Bigard) et les transports ;
- La ZAC commerciale de Redon abrite des grandes surfaces : bricolage, hypermarché, vêtements, restaurants, centre auto, meubles, etc.

Au premier janvier 2007, le territoire communal comportait 361 entreprises employant 2 330 salariés. Les 45 entreprises industrielles, dont 3 de plus de 50 salariés, en employaient 22,3 % soit 520 salariés. Avec nombre égal d'entreprises, le secteur de la construction occupait moitié moins de monde : 45 entreprises, dont 2 de plus de 50 salariés, employaient 253 salariés (10,9 %). Les commerces formaient le quart des entreprises (88 établissements) et employaient 481 personnes soit le cinquième des salariés de la commune notamment dans la grande distribution (cinq grandes enseignes). Les services restent de loin le premier secteur d'activité et représentent la moitié des entreprises et des salariés : 183 entreprises employaient 1073 salariés. Si l'on se réfère aux statistiques de 1999, les salariés formaient 80 % de la population active. Par contre, en 2000, s'il n'y avait que 31 exploitations agricoles (dont seulement 12  à plein temps), elles occupaient 59 personnes et utilisaient 931 ha de terres (essentiellement en grandes cultures  type maïs). Enfin au 31 décembre de 2007 la commune comportait 167 chômeurs.
De ce fait la moitié des foyers bon-encontrais déclaraient en  2006  un revenu fiscal supérieur à 18 170 € soit plus que la moyenne 15 123 €. Ce qui fait que 59,3 % des foyers y étaient imposables  alors que la moyenne est de 45,4 %.

### Emploi
La population active représente 46,1 % de la population et 11,0 % de cette population est au chômage. Le revenu moyen par ménage est de 19 518 €/an alors que la moyenne nationale est de 15 027 €/an.
|                   | Ensemble | Ayant un emploi | Chômeurs |
| Ensemble          | 2 655    | 88,5 %          | 11,0 %   |
| De 15 à 24 ans    | 156      | 72,4 %          | 21,8 %   |
| De 25 à 49 ans    | 1 880    | 89,0 %          | 10,9 %   |
| De 50 ans ou plus | 619      | 91,3 %          | 8,7 %    |
| Hommes            | 1 367    | 91,1 %          | 8,2 %    |
| Femmes            | 1 288    | 85,9 %          | 14,1 %   |

## Vie locale

### Enseignement
Bon-Encontre est dans l'académie de Bordeaux.
- Écoles maternelle

L'école maternelle François-Mitterrand accueillait[Quand ?] 185 enfants répartis en six classes.
- Écoles primaires

L'école primaire Georges-Brassens accueillait[Quand ?] 328 élèves dans quatorze classes.
- Collège

Le collège La Rocal reçoit 800 élèves et 35 classes dont 7 réservées pour la SEGPA.
Les lycées se trouvent sur la commune d'Agen et Foulayronnes.

### Sports
- Club de rugby à XV le Rugby Club Bon Encontre-Boé évolue dans le championnat de France de 3e division fédérale pour la saison 2019-2020.
- Le club de Baseball-Softball Les Indians de Boé Bon-Encontre[41] créé en décembre 1993 évoluait en 2009 en Nationale 1, 2e division française. Ce club compte huit titres de champion de France en catégories Baseball Jeunes 12U , 15U et 18U ainsi qu'en Sénior et Softball Mixte Fastpitch.  Il comporte cinq équipes différentes participant à des championnats officiels en Nouvelle Aquitaine. C'était le 2e club Aquitain en nombre de licenciés (chiffre 2008) et le 17e au niveau national qui comptait à

l'époque plus de 180 clubs. Les Indians disposent de deux terrains de jeux dont un aux normes internationales qui a déjà reçu deux fois le Challenge de France des clubs élite (D1) ainsi qu'un championnat d'Europe 18U en 2012. En l'espace de 30 années, pas moins de 55 joueurs et joueuses du club ont été sélectionné(e)s en Equipe de France pour participer à des championnats d'Europe voire à des championnats du Monde. 
Tous les ans le club organise deux tournois prestigieux: Un tournoi Baseball senior en hommage à un joueur disparu 'Arnaud Varnat' et un tournoi de Softball Mixte, balle rapide, qui deviennent désormais des événements incontournables grâce au soutien de la municipalité de Bon-Encontre.
Pour tout savoir sur les Indians, visitez le site internet qui est une véritable mine d'informations.

### Culture
Bon-Encontre finance l'École de musique associative Musiquenvie

### Écologie et recyclage
La communauté d'agglomération a équipé tous les foyers de cinq conteneurs (verre, papier et journaux, ordures ménagères, emballages et déchets verts) dans le but que les usagers fassent un tri sélectif. Plusieurs ramassages par semaine sont effectués séparément pour chaque matière.

### Santé

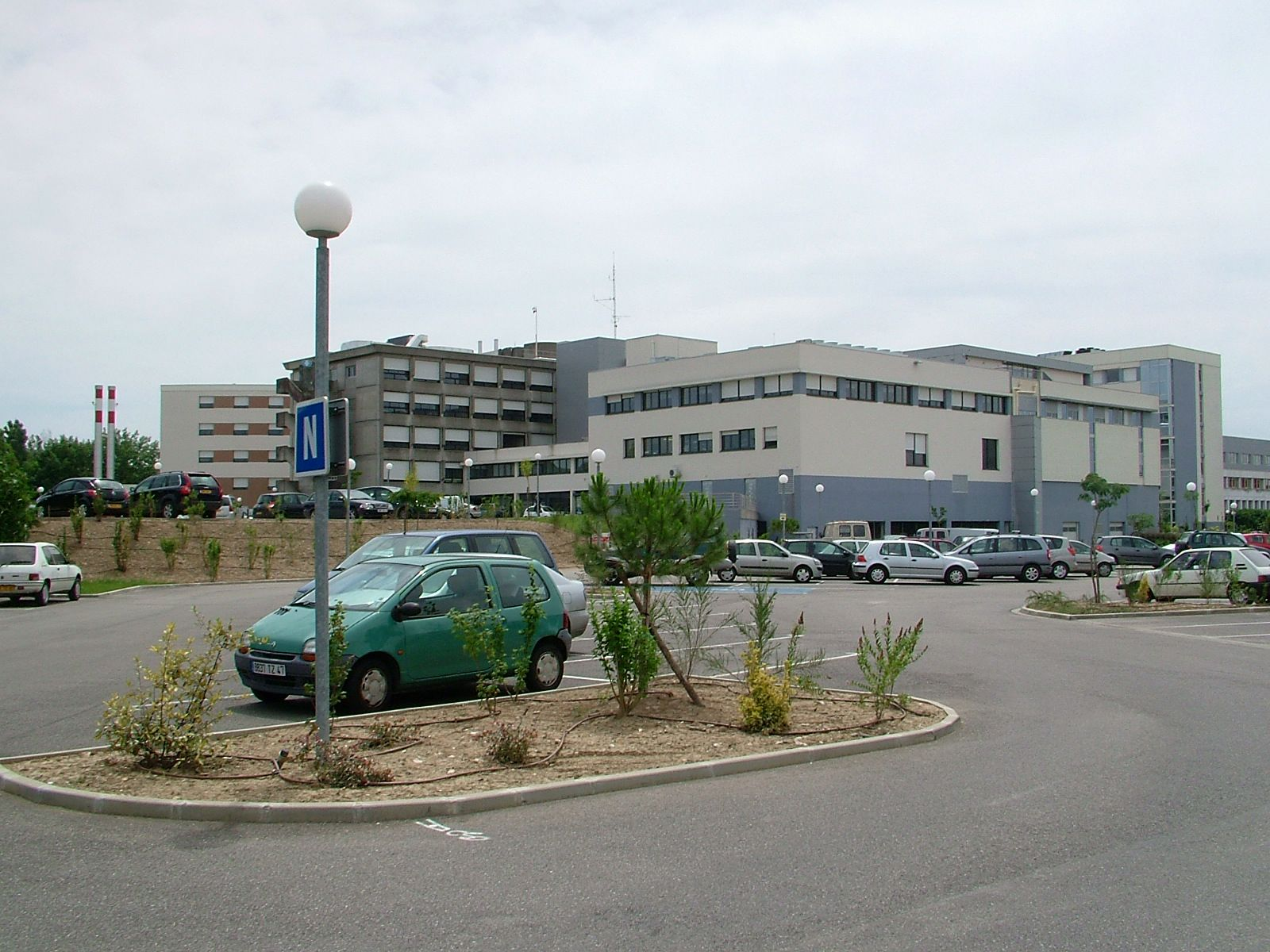
Clinique d'Agen.

La ville dépend beaucoup d'Agen sur la santé :
- Hôpital Saint-Esprit au nord d'Agen ;
- Clinique Saint-Hilaire Esquirol ;
- Hôpital de Monbran ;
- Centre Hospitalier Départemental  la Candélie à Pont du Casse.

## Événements culturels
Bon-Encontre est le théâtre de plusieurs animations.

### La fête de mai
Jusque dans les années 1950, la ville de Bon-Encontre connaissait une affluence particulière durant le mois de mai. Elle était le théâtre de fêtes religieuses, pèlerinages, processions, chemin de croix vers la Vierge du coteau.
Le tortillon est alors à l'honneur. Cette spécialité locale date des années 1700 et se fabrique les dimanches et jours fériés du mois de mai.

### Le festival international d'orgues de Barbarieen Agenais
Tous les deux ans, le festival international d'orgues de Barbarie en Agenais est animé par l'association Les Fadas de la musique mécanique. Cet événement, attirant un public nombreux, est un hommage à la musique populaire.

### La foire aux livres anciens et vieux papiers de collection
Chaque année en décembre a lieu la Foire aux livres anciens et vieux papiers de collection. La foire est accompagnée du Forum des écrivains. Ces deux manifestations sont reconnues au niveau régional.

### Le salon des antiquaires en février
Tous les ans, la salle de Tortis accueille des antiquaires de renom  de la région Aquitaine pour un salon organisé par l'office de tourisme et le président des antiquaires du Lot-et-Garonne.

### Le salon du polar en mars
Chaque année dans la salle Jacques-Prévert des auteurs de polars et de BD sont invités par la municipalité et l'association « À LIVRES OUVERTS ». Le salon est ouvert les jeudi et vendredi aux scolaires de l'Agenais. Le samedi et le dimanche au public. Cette manifestation de niveau national recueille un grand succès, plus de 2000 visiteurs en 2009.

### Rassemblement des Amis de l'Italie
Le rassemblement des Italiens se faisait autrefois (après guerre) chaque 1er mai. Le dernier a eu lieu en 1960 avec la venue de monseigneur Zaffonnato, archevêque de Udine. 
C'est une Italienne, Gabrielle Casasola, née à Saint-Vincent-de-Lamontjoie (47) qui a fait renaître cette tradition en 2002. Elle a fait venir l'archevêque de Udine, monseigneur Brollo, avec des maires des villes du Frioul, des parents de résidents dans le Sud-Ouest et des chorales d'Alpins.
Tous les deux ans l'association CORAI (Comité d'Organisation du Rassemblement des Amis de l'Italie) organise, le dernier dimanche d'août, une grande journée avec les Italiens et amis de tout le Sud-Ouest. Le dernier a eu lieu en 2008.

## Monuments et lieux touristiques

### Patrimoine religieux
- Église Saint-Étienne de Cassou.
- Église Saint-Ferréol de Saint-Ferréol.

Située au lieu-dit Sainte-Rose, la celle de Deffès abrita notamment Pierre de Caussac de l'Ordre de Grandmont. On y retrouva en 1820 la dépouille de Guilielmus, évêque d'Agen décédé en 1263. En 1666, la chapelle presque en ruine s'appelle alors Sainte-Rose. Sous la Révolution française, l'ancienne église est vendue comme bien national en qualité de métairie.

#### Vierge du Coteau
Implantée sur le coteau surplombant le centre-ville et la vallée de la Garonne, la Vierge du Coteau est une statue signalant aux pèlerins le sanctuaire de Bon-Encontre. Elle fut construite en 1861 et mesurait 15 m. Elle fut érigée à l'initiative d'un supérieur du petit séminaire, M. Tailhe. La statue a été taillée dans les carrières de Dax et cinq wagons furent nécessaires pour l'acheminer de son lieu de production à son emplacement actuel. Elle fut restaurée en 1880 et, à cette occasion, sa hauteur fut portée à 16,5 m.
Éclairée provisoirement lors des fêtes de Bon-Encontre de 1982 et 1983, l'engouement suscité par cette illumination poussa à entreprendre des travaux d'électrification. La statue est aujourd'hui éclairée toutes les nuits.
En 2002, lors du 1er rassemblement des Italiens, Gabrielle Casasola (initiatrice du projet) avait suggéré de rassembler des fonds pour restaurer la Vierge du Coteau qui n'avait pas été entretenue depuis très longtemps. Les fonds récoltés ont permis de compléter les frais engagés par la mairie de Bon-Encontre pour la réfection de la statue et du site.

#### Église de Sainte-Radegonde
Cette église, de type roman, a été édifiée en l'honneur de sainte Radegonde. Elle fut construite dans la première moitié du XIe siècle sur l'emplacement de sites gallo-romains. Elle a été pendant longtemps la seule paroisse de Bon-Encontre. Du temps des guerres féodales, des luttes contre les Anglais ou des troubles du XVIe siècle, l'église servait d'abri ce pourquoi le sanctuaire a été transformé en donjon ou en poste d'observation et l'abside a été accolée au clocher.
Le porche, la sacristie et deux chapelles ont vraisemblablement été construits au XVIIIe siècle. L'église a été classée monument historique le 3 septembre 1912. Les abords de l'église l'ont été le 15 juin 1942.

#### Basilique de Notre-Dame de Bon-Encontre
La découverte d'une statue en bois de la Vierge à l'Enfant par Jacques Frassinet, vers 1510, a amené la création d'une chapelle pour abriter la statue et l'établissement d'un pèlerinage à la Vierge. Marguerite de Valois, comtesse de l'Agenais et du Condomois, est venue à Bon-Encontre le 15 août 1584 et a constitué une rente au profit du sanctuaire. L'église a été reconstruite par les habitants d'Agen entre 1600 et 1607. Le 25 juin 1611, Marguerite de Valois a confié le sanctuaire aux religieux du Tiers-Ordre franciscain. Les moines sont expulsés en 1791 et l'église fermée. Elle est rouverte épisodiquement en 1795, puis définitivement en 1799, devenu église paroissiale en 1802.
Vers le milieu du XIXe siècle, la chapelle royale de Marguerite de Valois s'avérant trop petite, l'évêque d'Agen, Jean-Aimé de Levezou de Vezins a décidé de construire cette basilique de style gothique. En 1854, une partie de l'ancienne église fut détruite et le 13 avril 1854, Jeudi Saint, la première pierre de la basilique fut posée. Un an plus tard seulement, le chœur, les chapelles environnantes, les sacristies et le transept étaient construits. Le 30 avril 1855, Mgr de Vesins bénissait cette première partie du monument. La basilique fut achevée en 1859 et fut consacrée le 11 septembre 1859 par le cardinal Donnet, archevêque de Bordeaux. Son clocher fut ajouté en 1865.
Les travaux suivant l'incendie du chœur en 1971, les vestiges de la chapelle royale de 1607 furent mis au jour. Une Vierge-reliquaire abritant la statuette de la légende se situe au-dessus du tabernacle.

#### Prieuré de Paradou
Prieuré de l'ordre de Grandmont, le prieuré du Deffès (ancien nom du prieuré de Paradou) fut fondé vers 1180. Ruiné par la guerre de Cent Ans et abandonné par les quatre moines qui restent et qui se réfugieront à Agen, ce qui reste du prieuré est racheté vers le milieu du XVIe siècle et transformé en demeure seigneuriale d’été par Jules de Vaurs (consul protestant d'Agen) qui lui donnera son nom actuel,.

### Patrimoine civil et militaire

#### Château de Castelnoubel
Le château de Castelnoubel, est situé à environ 10 km d'Agen sur la commune de Bon-Encontre. Il se situe au sommet au-dessus du vallon de Saint-Denis de Lasgourgues. Ce château fort édifié au XIIe siècle, fut reconstruit aux XIVe siècle et au XVIe siècle. Il fut le fief des plus grandes familles de l'Agenais. Au XIXe siècle, le château est devenu résidence et centre d'un salon littéraire. 
Le château a été inscrit monument historique le 8 août 1966.

#### Cassou
Le nom de ce lieu-dit est d’origine gasconne et signifie chêne. Le lieu était sûrement planté de chênes. Dès le XIe siècle, des moines vinrent s’installer à Cassou pour travailler le sol. On raconte qu’ils construisirent un prieuré dont il ne reste aucune trace.
L'église Saint-Étienne de Cassou date de 1271 et a été restaurée en 1850. Cette église comporte deux chapelles.

#### Château de Plèneselve
Le château de Plèneselve est bâti sur un petit promontoire, au commencement du vallon de Saint-Denis. Il a souvent été qualifié de simple manoir mais son enceinte, ses tours et son donjon, ses fossés et son pont-levis en font un véritable château fort. Depuis le début, la villa de Plèneselve est une maison d'exploitation agricole.
D'abord entourée d'une palissade, la villa de Plèneselve devint au XIIe siècle une véritable forteresse puis un château fort.

#### Pont bleu
Ce pont, construit dans l'entre-deux-guerres est un pont en béton comme on en trouve beaucoup sur le canal latéral à la Garonne. Sa particularité est qu'il a été peint en bleu. Il est devenu un des symboles de la commune et a donné pendant quelques années, son nom au journal bon-encontrais d'informations municipales.

## Personnalités liées à la commune

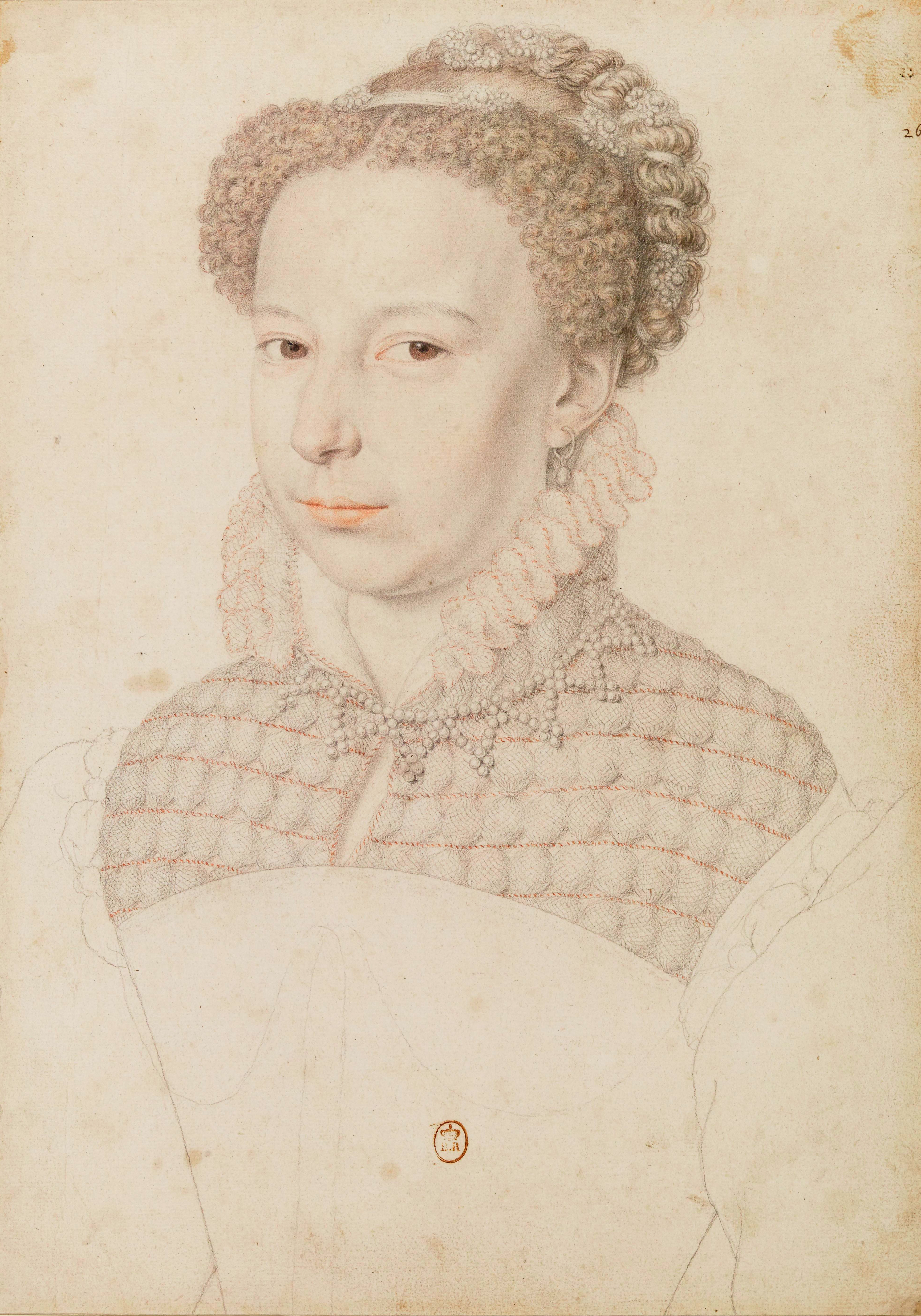
Marguerite de Valois (vers 1572)
par François Clouet
(étude préparatoire).

- Marguerite de Valois a ordonné la construction de la chapelle royale, remplacée par la basilique Notre-Dame.

## Médias

### Presse écrite
On peut trouver dans la commune plusieurs types de journaux, Le Sud Ouest par exemple (siège à Bordeaux) avec une actualité régionale, Le Petit Bleu journal de l'Agenais ou la dépêche du midi actualité du Lot-et-Garonne. La commune sort aussi son petit journal.

### Radios
Quatre radios émettent des décrochages à destination de l'agglomération agenaise :
- Virgin Agen (89.8 FM) ;
- 47 FM (87.7 FM), créée en 2007 ;
- ARL (95.9 FM) ;
- Radio Bulle (93.6 FM).

### Télévision
Dans le département de Lot-et-Garonne, les chaînes régionales se limitent à France 3 Atlantique.
Possibilité d'avoir les programmes de la TNT.